# Saint-Étienne-du-Bois (Vendée)
Saint-Étienne-du-Bois és un municipi francès situat al departament de Vendée i a la regió de País del Loira. L'any 2007 tenia 1.666 habitants.

## Demografia

### Població
El 2007 la població de fet de Saint-Étienne-du-Bois era de 1.666 persones. Hi havia 628 famílies de les quals 164 eren unipersonals (76 homes vivint sols i 88 dones vivint soles), 204 parelles sense fills, 224 parelles amb fills i 36 famílies monoparentals amb fills.
La població ha evolucionat segons el següent gràfic:
Habitants censats

### Habitatges
El 2007 hi havia 777 habitatges, 641 eren l'habitatge principal de la família, 106 eren segones residències i 30 estaven desocupats. 745 eren cases i 15 eren apartaments. Dels 641 habitatges principals, 502 estaven ocupats pels seus propietaris, 128 estaven llogats i ocupats pels llogaters i 11 estaven cedits a títol gratuït; 6 tenien una cambra, 26 en tenien dues, 117 en tenien tres, 175 en tenien quatre i 317 en tenien cinc o més. 511 habitatges disposaven pel capbaix d'una plaça de pàrquing. A 279 habitatges hi havia un automòbil i a 299 n'hi havia dos o més.

### Piràmide de població
La piràmide de població per edats i sexe el 2009 era:
| Homes | Edats   | Dones |
| ----- | ------- | ----- |
| 8     | 95 o +  | 0     |
| 0     | 90 a 94 | 16    |
| 16    | 85 a 89 | 32    |
| 16    | 80 a 84 | 12    |
| 44    | 75 a 79 | 64    |
| 48    | 70 a 74 | 40    |
| 32    | 65 a 69 | 52    |
| 44    | 60 a 64 | 44    |
| 20    | 55 a 59 | 20    |
| 52    | 50 a 54 | 44    |
| 48    | 45 a 49 | 52    |
| 60    | 40 a 44 | 40    |
| 36    | 35 a 39 | 48    |
| 44    | 30 a 34 | 32    |
| 36    | 25 a 29 | 36    |
| 44    | 20 a 24 | 48    |
| 52    | 15 a 19 | 44    |
| 56    | 10 a 14 | 32    |
| 28    | 5 a 9   | 44    |
| 32    | 0 a 4   | 32    |

## Economia
El 2007 la població en edat de treballar era de 992 persones, 752 eren actives i 240 eren inactives. De les 752 persones actives 687 estaven ocupades (386 homes i 301 dones) i 65 estaven aturades (27 homes i 38 dones). De les 240 persones inactives 91 estaven jubilades, 60 estaven estudiant i 89 estaven classificades com a «altres inactius».

### Ingressos
El 2009 a Saint-Étienne-du-Bois hi havia 713 unitats fiscals que integraven 1.776,5 persones, la mediana anual d'ingressos fiscals per persona era de 15.209 €.

### Activitats econòmiques
Dels 53 establiments que hi havia el 2007, 3 eren d'empreses alimentàries, 1 d'una empresa de fabricació de material elèctric, 1 d'una empresa de fabricació d'altres productes industrials, 13 d'empreses de construcció, 10 d'empreses de comerç i reparació d'automòbils, 3 d'empreses de transport, 4 d'empreses d'hostatgeria i restauració, 1 d'una empresa financera, 2 d'empreses immobiliàries, 7 d'empreses de serveis, 4 d'entitats de l'administració pública i 4 d'empreses classificades com a «altres activitats de serveis».
Dels 14 establiments de servei als particulars que hi havia el 2009, 1 era un taller de reparació d'automòbils i de material agrícola, 1 paleta, 3 guixaires pintors, 3 fusteries, 2 lampisteries, 1 electricista, 2 perruqueries i 1 restaurant.
Dels 4 establiments comercials que hi havia el 2009, 1 era una botiga de més de 120 m², 2 fleques i 1 una botiga de roba.
L'any 2000 a Saint-Étienne-du-Bois hi havia 56 explotacions agrícoles que ocupaven un total de 2.204 hectàrees.

## Equipaments sanitaris i escolars
El 2009 hi havia 1 farmàcia i 1 ambulància.
El 2009 hi havia 2 escoles elementals.

## Poblacions més properes
El següent diagrama mostra les poblacions més properes.